# Czatkowy
Czatkowy (niem. Czattkau) – wieś kociewska w Polsce położona w województwie pomorskim, w powiecie tczewskim, w gminie Tczew na pograniczu kociewsko-żuławskim, w korytarzu pomiędzy Wisłą i Motławą. Na obszarze wsi znajduje się jezioro Czatkowy.
Czatkowy zostały włączone w granice administracyjne Tczewa 5 października 1954. Obecnie znów samodzielna wieś.
W latach 1975–1998 miejscowość administracyjnie należała do województwa gdańskiego.

## Historia wsi
Od 8 listopada do 29 grudnia 1906 r. w miejscowej szkole elementarnej odbył się strajk dzieci przeciwko nauczaniu religii w języku niemieckim. Z uczestników strajku znane są nazwiska następujących dzieci: J. Wesołowski, A. Murawska, M. Klein, L. Makowska, B. Liss, L. Szarmach, H. von Grabowski, F. Dunajski, F. Zieliński. Strajk był elementem znacznie większej akcji biernego oporu wobec pruskich władz szkolnych, która na przełomie 1906 i 1907 r. objęła ponad 460 (!) szkół w prowincji Prusy Zachodnie, czyli przedrozbiorowe Pomorze Gdańskie, Powiśle, ziemię chełmińską i ziemię lubawską oraz część Krajny. Inspiracją dla strajków pomorskich były wcześniejsze działania dzieci w prowincji wielkopolskiej, ze słynnym strajkiem we Wrześni (1901) na czele.
Urodził się tu Edwin Rozenkranz – polski prawnik, historyk prawa, profesor Uniwersytetu Gdańskiego.